# Symfonie nr. 1 (Mozart)
Symfonie nr. 1 in Es majeur, KV 16, is een symfonie van Wolfgang Amadeus Mozart. Hij schreef het stuk in 1764 op 8-jarige leeftijd in Londen.

## Orkestratie
De symfonie is geschreven voor:
- 2 hobo's.
- 2 hoorns.
- klavecimbel
- Strijkers.

## Delen
De symfonie bestaat uit drie delen:
1. Molto allegro, 4/4
2. Andante, 2/4
3. Presto, 3/8